# Acacia bulgaensis
Acacia bulgaensis är en ärtväxtart som beskrevs av Mary Douglas Tindale och S.J.Davies. Acacia bulgaensis ingår i släktet akacior, och familjen ärtväxter. Inga underarter finns listade i Catalogue of Life.